# 세종특별자치시의 국가등록문화유산
대한민국의 국가등록문화재 가운데 세종특별자치시에 있는 국가등록문화재는 다음의 목록과 같다.
| 번호  | 사진 | 명칭                  | 소재지                  | 관리자 (단체)  | 지정일              | 참조 |
| 754호 |      | 세종 구 산일제사 공장 | 세종 조치원읍 남리 60-1 | 세종특별자치시 | 2019년 6월 5일 지정 | ,    |